# ميمي روجرز
ميريام «ميمي» سبيكلر «روجرز» (بالإنجليزية: Mimi Rogers)‏ هي ممثلة أمريكية. مواليد 27 يناير 1956. وهي أيضا لاعبة بوكر.

## النشأة
ولدت ميمي روجرز في كورال غيبلز (فلوريدا)، وهي ابنة فيليب سي سبيكلر، مهندس مدنى.

## المسيرة المهنية
بدأت ميمي أول اعمالها في عام 1981 في هيل ستريت بلوز كمعجبة بالالشرطى «أندي رينكو»، وشاركت في بلو سكيز آجين مع هاري هاملين في 1983، ولعبت دور «إلين سليد» في المسلسل التلفزيوني ذا رويسترس (1983–1984).
وشاركت في فيلم صم وان تو وتش أوفر مى (1987)، وأدت دور البطولة في الدراما الدينية ذا ربتيور (1991)، وشاركت في بطولة فيلم فول بودى مساج (1995). شاركت في فيلم الخيال العلمى فُقد في الفضاء (1998)، وشاركت في المسلسل التلفزيوني الملفات الغامضة (1998–1999). قامت بدور والدة اليزبيث هيرلى في فيلم أوستن باورز: رجل الغموض الدولي (1997)، ولعبت دور والدة ميشيل وليمز في الموسم النهائى لمسلسل دوسن كرك. في عام 2006، بدأت في تصوير كوميديا الموقف لشركة فوكس الحلقة. وفي 2010، شاركت في كوميديا الموقف الرسوم المتحركة كينغ أوف ذا هيل. ظهرت عارية علي غلأف مجلة بلاي بوي.

## البوكر
بدات لعب البوكر في سن المراهقة، وفازت ببطولة البوكر في عام 2003.

## السينتولوجيا
أصبح الأب روجرز مهتم بالسينتولوجيا، وأصبح فيما بعد حامل للمهام في الكنيسة، وصديق لمؤسسها ل. رون هوبارد، وأصبح المدقق المالي لحسابات الكنيسة عالميا.
في مقابلة مع صحيفة لوس أنجلوس تايمز في عام 1991، تحدثت روجرز عن السينتولوجيا؛ "كانت تلك الفلسفة ببساطة جزء من تربيتي، وأنا أعتقد أنه كان نظاما ممتازا من المُعتقد أن يُكبر معه. لأن السينتولوجيا تقدم طريقة واقعية للغاية لاتخاذ المخاوف الروحية، و تقسيمها إلي التطبيقات اليومية.
غادرت ميمي روجرز كنيسة السينتولوجيا، حيث كانت قد وصفت في تقارير وسائل الإعلام مؤخرا أنها كانت عضو «سابق» للكنيسة.

## حياتها الشخصية

روجرز مع توم كروز في حفل توزيع جوائز الأوسكار الحادي والستون.

تزوجت 3 مرات؛ المرة الأولي من جيم روجرز؛ من 1977، وحتي الطلاق في 1980. تزوجت أيضا توم كروز من عام 1987 إلي عام 1990، وقد عرفته علي السينتولوجيا. ثم تزوجت المنتج كريس سيافا. ولديها بنت، «لوسي»، مواليد 1995، وابن، «تشارلي»، مواليد 2001.

## أعمالها

### بعض أعمال
|                                             | الدور/الوظيفة |
| ------------------------------------------- | ------------- |
| Affairs Of State                            |               |
| What Still Remains                          | جوديـث        |
| The X Files 10                              |               |
| Captive                                     |               |
| For a Good Time, Call...                    |               |
| Hope Springs                                | كارول         |
| Order of Chaos                              | مسز كرايج     |
| Frozen kiss                                 | جايل          |
| Jesse Stone: Stone Cold                     | ريتا فيوري    |
| The Door in the Floor                       | إليانور فون   |
| Caved In                                    | بات بوجين     |
| The X-Files S6                              | ديانا فولي    |
| Lost in Space                               | دكتور ماورين  |
| Weapons Of Mass Distraction                 | أريال باورس   |
| The Mirror Has Two Faces                    | كلير          |
| far from home: the adventures of yellow dog | كاثرين        |
| Killer                                      | فيونا         |
| Monkey Trouble                              | أمى           |
| Desperate Hours                             |               |
| The Mighty Quinn                            | هادلي الجين   |
| Street Smart                                | أليسون باركر  |
| Gung Ho                                     | أودري         |

## وصلات خارجية
- ميمي روجرز على موقع IMDb (الإنجليزية)
- ميمي روجرز على موقع روتن توميتوز (الإنجليزية)
- ميمي روجرز على موقع ألو سيني (الفرنسية)
- ميمي روجرز على موقع أول موفي (الإنجليزية)
- ميمي روجرز على موقع قاعدة بيانات الأفلام السويدية (السويدية)
- ميمي روجرز على موقع إن إن دي بي (الإنجليزية)
- ميمي روجرز على موقع قاعدة بيانات الفيلم (الإنجليزية)
- ميمي روجرز على موقع كينوبويسك (الروسية)